# قرينات دوار الشمس
قرينات دوار الشمس أو دواراوية (الاسم العلمي: Heliantheae) هي قبيلة نباتية تتبع فصيلة النجمية من رتبة النجميات.

## تحت قبائل
- الدوارينة
- البقينة
- الأمبروزينة

## أجناس
- دوار الشمس
- البقية
- الردبكية
- المنكسفة
- المونتانوا